# Buchauer Sattel
Der Buchauer Sattel ist ein 861 m ü. A.  hoher Pass in den Ennstaler Alpen in der Steiermark. Über den Sattel führt die Buchauer Straße (B 117) von Altenmarkt nach Admont.
Der Buchauer Sattel trennt den Großen Buchstein von den Haller Mauern und das Mittlere Ennstal vom Tal des Großen Billbachs, der bei Altenmarkt in das Oberösterreichische Ennstal mündet. Der Pass ist Ausgangspunkt für Wanderungen zur Grabneralmhütte und zum Admonter Haus. Auch Rennrad- oder Mountainbike-Touren führen über den Buchauer Sattel.
In der letzten Eiszeit staute sich der Ennsgletscher an der Engstelle des Gesäuses auf und floss über den Buchauer Sattel in die Buchau, wovon ausgedehnte Moränenablagerungen zeugen. Es handelt sich also um einen Transfluenzpass.